# Château de la Ferté-Vidame
Pour les articles homonymes, voir Château de la Ferté et La Ferté (homonymie).
Le château de la Ferté-Vidame, bâti au XIVe siècle, reconstruit au XVIIIe siècle et ruiné lors de la Révolution française, est situé sur la commune homonyme dans le département d'Eure-et-Loir en région Centre-Val de Loire.
Il n'en reste qu'une ruine impressionnante ainsi que les communs (« petit château »).
Le château fait l'objet d'un classement au titre des monuments historiques depuis le 24 février 1976 pour les bâtiments (les ruines du château, les façades et toitures des communs, la grille d'honneur du château), ainsi que d'un classement le 26 février 1991 pour son parc et ses pavillons. Il est également inscrit en date du 26 septembre 2007 pour la partie appelée « le petit château ».

## Histoire

### Le château desSaint-Simon

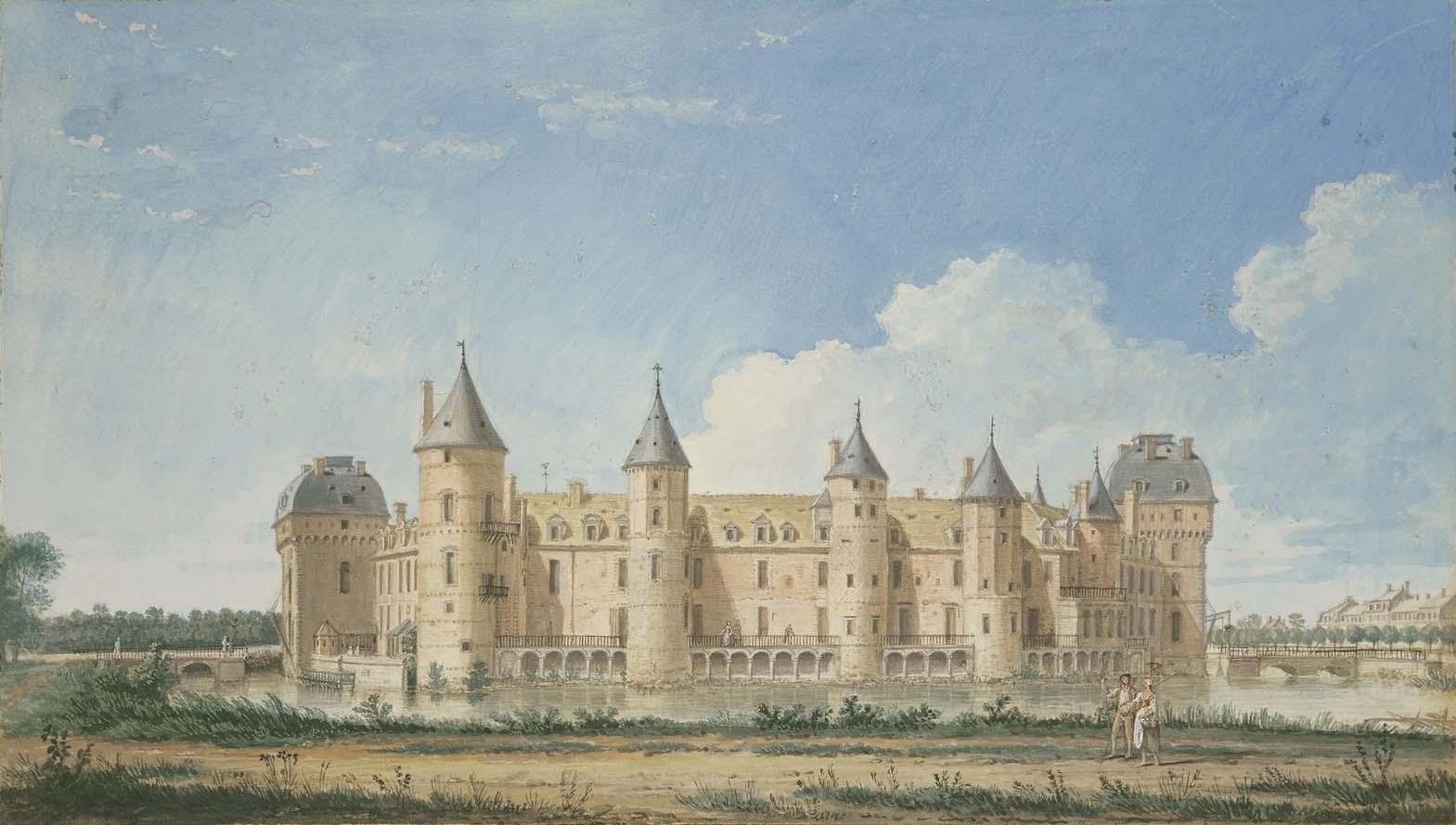
Le château avant 1750 par Louis-Nicolas Van Blarenberghe, musée des Beaux-Arts de Boston.

Un château est attesté à La Ferté-Vidame dès 985. 
En 1374, le domaine est acquis par la famille de Vendôme qui fait reconstruire le château, famille qui détient le titre prestigieux de vidame de Chartres. C'est ce château qui est acquis le 19 mai 1635 par Claude de Rouvroy, duc de Saint-Simon, favori de Louis XIII.
Son fils, le célèbre mémorialiste, Louis de Rouvroy, duc de Saint-Simon, logea dans ce château qui a conservé son aspect médiéval de forteresse cantonnée de huit grosses tours, connu par des gouaches de Louis-Nicolas Van Blarenberghe peintes vers 1750, conservées au musée de Boston. 
Il y écrivit la plus grande partie de ses fameux Mémoires et vers 1718-1719, fit construire le bâtiment des écuries (actuel « petit château »).

### Le château de Jean-Joseph Laborde
Louis de Rouvroy de Saint-Simon mort en 1755, le château passe à sa petite-fille, Marie-Christine-Chrétienne de Rouvroy de Saint-Simon, épouse de Charles-Maurice de Monaco, comte de Valentinois. Le 21 juin 1764, celle-ci cède le château et les 900 hectares du domaine au richissime banquier et esclavagiste Jean-Joseph Laborde, avec le titre de vidame de Chartres attaché à la seigneurie.

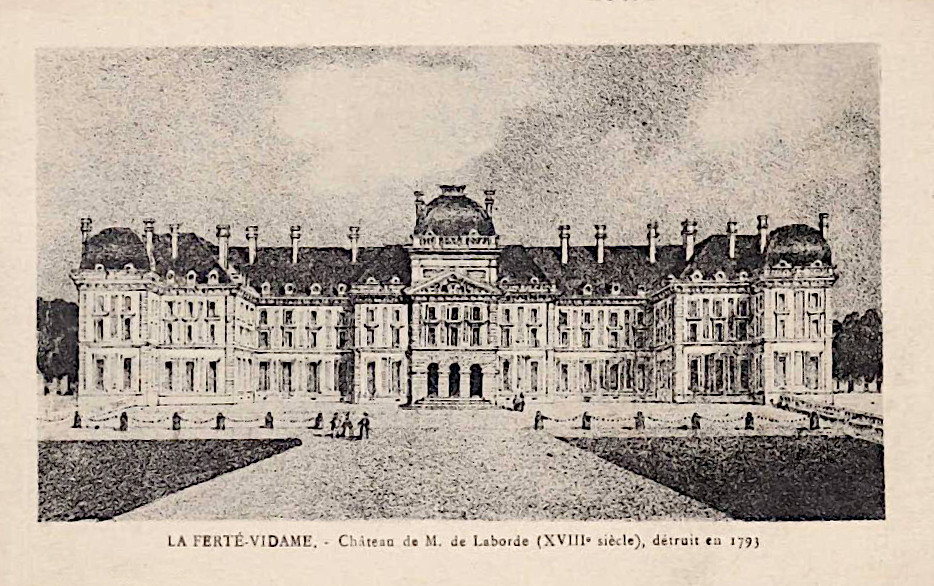
Vue du château avant sa destruction en 1793.

Laborde confie à l'architecte Antoine Matthieu Le Carpentier le soin de reconstruire entièrement le château, dont il ne conserve qu'une partie du donjon féodal, mais rendue méconnaissable sous les ajouts. Les travaux, achevés en 1771, ne durent que trois ans, ce qui est court pour édifier un immense bâtiment de trois étages, qui comprenait, dit-on, 167 pièces. Le musée d'Art et d'Histoire de Dreux en conserve une élévation.
Le bâtiment est construit en brique et pierre comme les réalisations de la première moitié du XVIIe siècle, mais dans un style original, qui apparaît comme une sorte de sublimation de la grande architecture classique. Le plan dessinait un trapèze très ouvert. Les pièces de réception étaient situées  au rez-de-chaussée, comme dans la plupart des maisons de campagne, les appartements d'invités (dits « à donner ») occupaient le premier et le second étage. Le pavillon central et les deux pavillons situés à l'extrémité des deux ailes étaient couverts de toits en dômes sur plan carré. 
La façade donnant sur les jardins comportait un avant-corps central de forme ovale manifestement inspiré du château de Vaux-le-Vicomte qui comme lui renfermait un salon ovale édifié sur deux niveaux et surmonté d'une coupole, à laquelle répondaient les coupoles plus basses coiffant les pavillons latéraux. Les anciennes douves avaient été transformées en fossés gazonnés.
Laborde dépensa à La Ferté-Vidame la somme de 14 millions de livres et y reçut Louis XV, le futur Joseph II d'Autriche et le duc de Choiseul.
Entre autres œuvres d'art, il aurait acquis pour le décorer quatre allégories de l'architecture, de la musique, de la peinture (1765) et de la sculpture peintes par Louis Jean François Lagrenée ; les deux derniers tableaux, de forme ovale, furent vendus à sa vente après décès le 14 janvier 1785, puis réapparurent en vente successorale à Paris le 16 février 1999.

### Le château après Laborde
En 1783, Louis XVI contraint le duc de Penthièvre à lui céder son château de Rambouillet. En contrepartie, Penthièvre, qui possède déjà de vastes domaines en Normandie et dans le Perche, exige La Ferté-Vidame, que Laborde est contraint de lui vendre le 4 janvier 1784 pour 5,5 millions de livres. Laborde ne conserve que le titre de vidame de Chartres, les meubles et objets d'art et les statues du parc, dont le duc de Penthièvre ne veut pas.

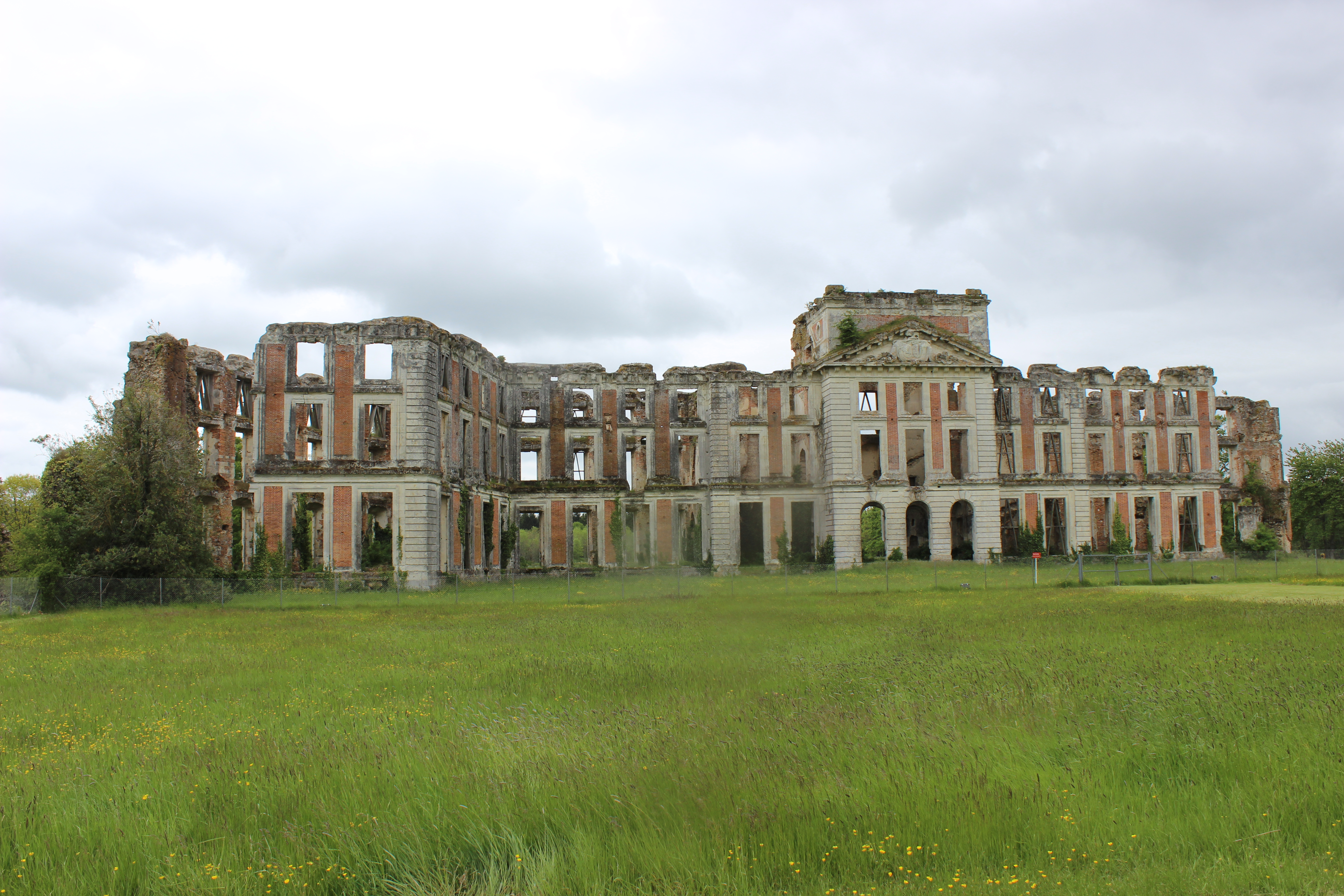
Ruines du château.

À la mort du duc en 1793, le domaine passe à sa fille, la duchesse d'Orléans, mais celle-ci ayant émigré, ses biens sont confisqués. Déjà saccagé par des pillards, le château est vendu le 27 mars 1798 au sieur Cardot-Villers qui, fortement endetté, récupère tous les matériaux qui peuvent l'être, d'où l'état actuel des bâtiments, et saccage la forêt en abattant 31 000 arbres. Ne parvenant pas à payer le prix de son acquisition, il est déchu de ses droits. Le domaine est remis en vente en juin 1803, mais il ne trouve pas preneur et reste dans le domaine de l'État.
À la Restauration, il est restitué à la duchesse d'Orléans. Lorsqu'elle meurt, en 1826, le domaine passe à son fils aîné Louis-Philippe, futur roi des Français. Il reconstitue le domaine, fait relever le mur d'enceinte, remettre en état les pièces d'eau, restaurer et agrandir « le petit château », mais la révolution de 1848 interrompt cette restauration.
Les biens de la maison d'Orléans sont confisqués sous Napoléon III puis en 1872 les Domaines vendent La Ferté-Vidame au baron Léon de Dordolot, qui s'y livre à sa passion de la chasse à courre. 
Il le revend en 1879 à un riche agent de change parisien, Charles Laurent. Ce dernier s'installe au « petit château », agrandit le domaine, entreprend des travaux de restauration. Son fils, Roger Laurent, entretient un équipage de vénerie qui chasse sur le superbe domaine d'environ 6 000 hectares, dont près de 1 000 hectares entourés de murs et formant le parc. Sa sœur Thérèse Laurent a épousé le marquis de Lestrade, autre veneur de Bourgogne à La Grange Arthuis. La chasse à tir y est aussi une des plus belles de France, où se retrouvent le monde de la finance et celui de la politique. 

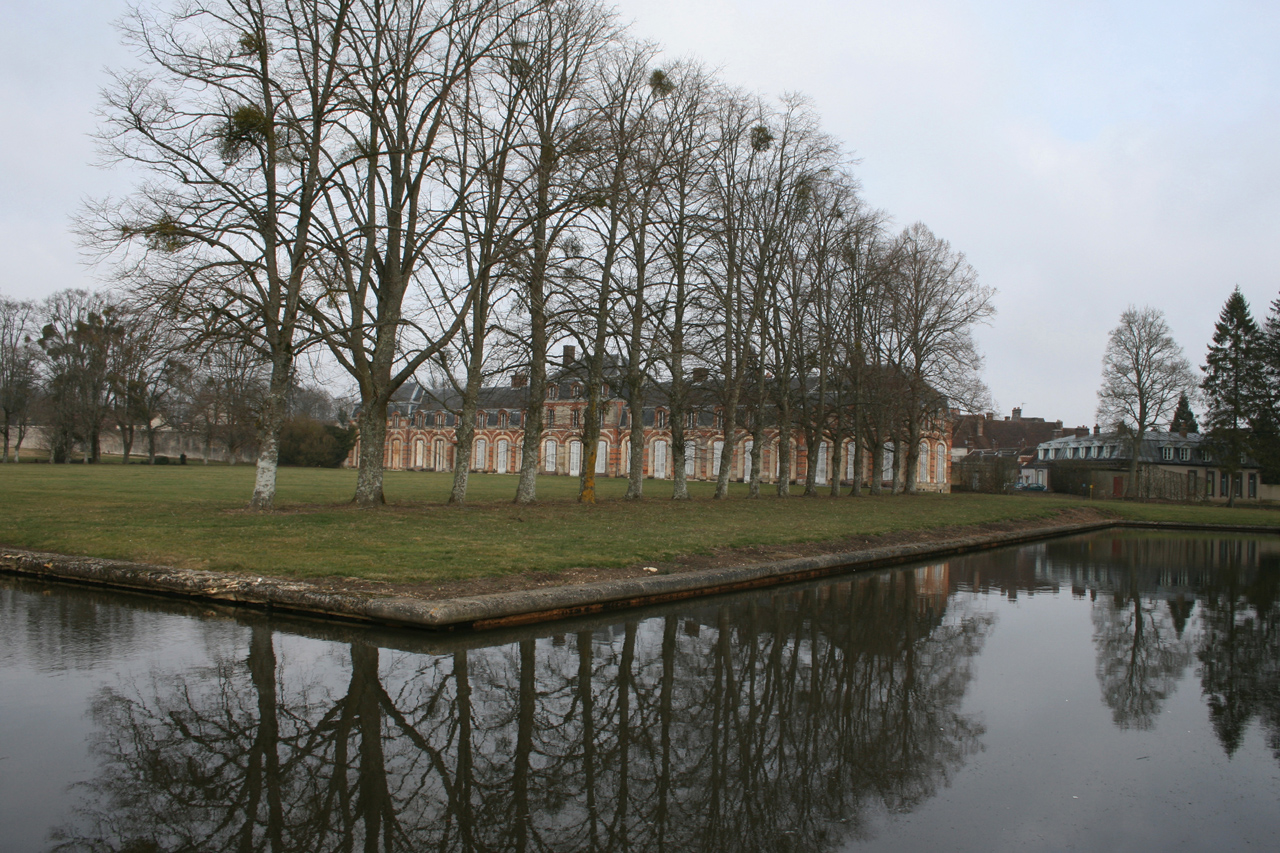
Le parc et les communs.

En 1913, ses héritiers vendent le château et le parc à la Société forestière de Bretagne, qui exploite la forêt jusqu'en 1921, avant de revendre le domaine à M. Carpentier, industriel à Villers-Cotterêts qui le cède en 1923 à Christian Vieljeux ; celui-ci en revend la plus grande partie à la société André Citroën qui y installe son centre d'essais en 1938. 
En 1945, la partie restante est vendue au Ministère de la Justice qui y installe le révérend père Courtois, fondateur de l'œuvre Sainte-Marie-Madeleine, de réinsertion sociale de femmes détenues de droit commun. L'œuvre cesse son activité en 1979, au décès de son fondateur.
En 1991, l'État cède le château au département d'Eure-et-Loir, qui entreprend des travaux pour le rendre accessible au public. Entre 2001 et 2003, des bénévoles de l'association Chantiers Histoire et Architecture Médiévales participent à un chantier de restauration du château.
En 2020, la communauté de communes des Forêts du Perche finance l'ouverture d'un musée Saint-Simon sur 150 m2 d'exposition, abrité par le conseil départemental dans le pavillon Saint-Dominique à l'entrée du parc. La « Maison Saint-Simon » pourrait rejoindre à terme le réseau des Maisons des Illustres.